# Lepanto (metrostation)

Lepanto is een ondergronds metrostation aan de lijn A van de metro van Rome.

## Geschiedenis
Metrostation Lepanto werd opgenomen in het tracébesluit van 1959 toen het tracé van lijn A, in afwijking van het metroplan, rechtstreeks van Flaminio naar de wijk Prati werd gelegd. Het is het eerste metrostation op de rechteroever van de Tiber en werd geopend op 16 februari 1980.
De bouw van de lijn begon in 1963 en Lepanto zou in de jaren 70 worden geopend, een herziening aan de zuidkant van de lijn en archeologische vondsten in het centrum betekenden echter dat de lijn pas in juni 1979 werd opgeleverd. Aan de oostkant van het station kruist de metro de Tiber met een brug, de Ponte Pietro Nenni, die tussen 1969 en 1972 werd gebouwd maar, net als lijn A, pas in 1980 werd geopend. Aan  de westkant werd tussen de sporen een opstelspoor gelegd in verband met het eindpunt bij Ottaviano een station westelijker. 

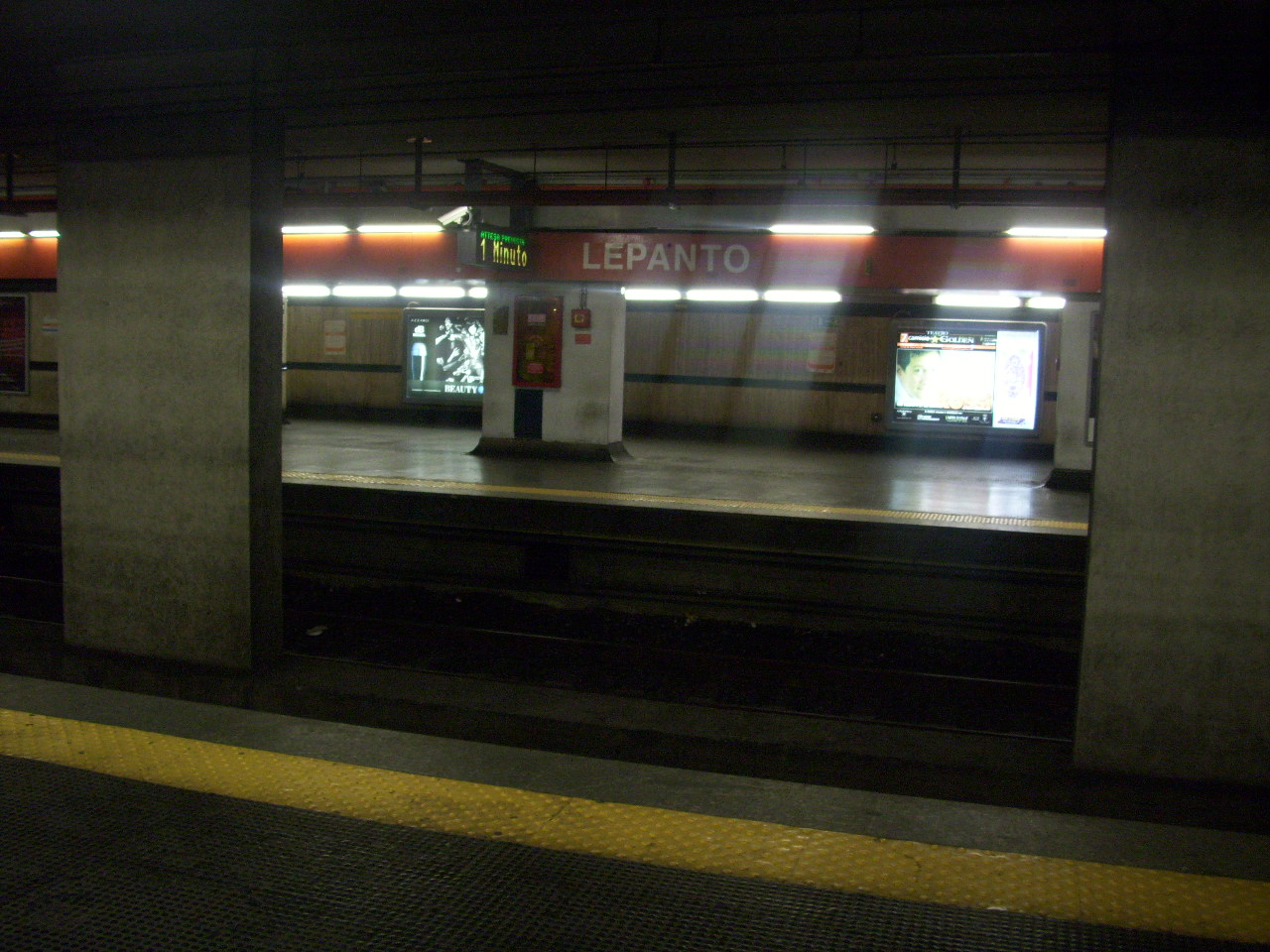
De perrons voor de verbouwing van 2012
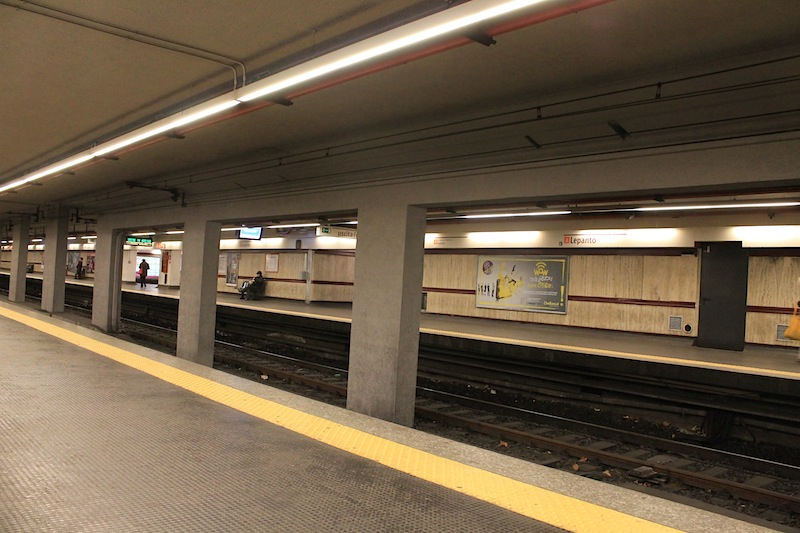
Na de verbouwing
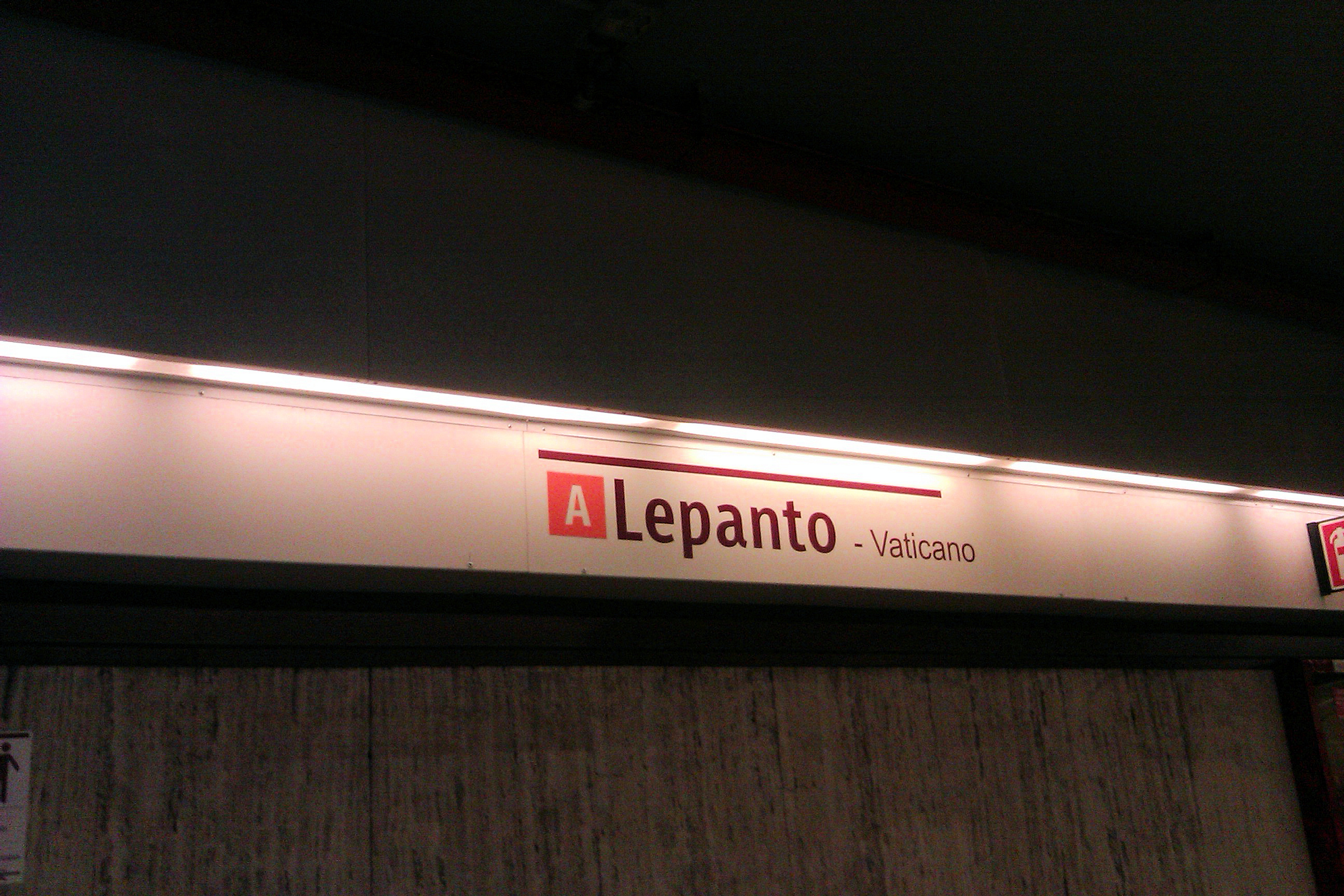
Het naambord met de toevoeging Vaticaan.

## Ligging en inrichting
Het station ligt onder de Viale Giulio Cesare bij de kruising met de via Lepanto. Bovengronds is hier de rechtbank voor burgerzaken gevestigd en was, tot het in 2005 verplaatst werd naar Cornelia, het regionaal busstation te vinden. Het station is gebouwd volgens het standaardontwerp dat ook onder de Via Tuscolona is toegepast. Het ontwerp uit de jaren 60 van de twintigste eeuw kant een verdeelhal op niveau -1 en zijperrons, die met vaste trappen met de verdeelhal zijn verbonden, op niveau -2 ongeveer 9 meter onder straatniveau. De wanden zijn in de jaren 70 afgewerkt met tufstenen panelen en oranje lijsten met witte letters. In 2012 werd groot onderhoud uitgevoerd waarbij, naar voorbeeld van metrostation Manzoni, een helderder interieur is gerealiseerd. Hierbij werden ook de oranje lijsten vervangen door witte met wijnrode letters. Begin december 2015 werd de aanduiding "Vaticaan" aan de naam toegevoegd, met het oog op het Heiligjaar van Barmhartigheid. De toevoeging beoogde een spreiding van de grote hoeveelheid verwachtte pelgrims over de stations Lepanto en Ottaviano. 